# Древнегреческие технологии

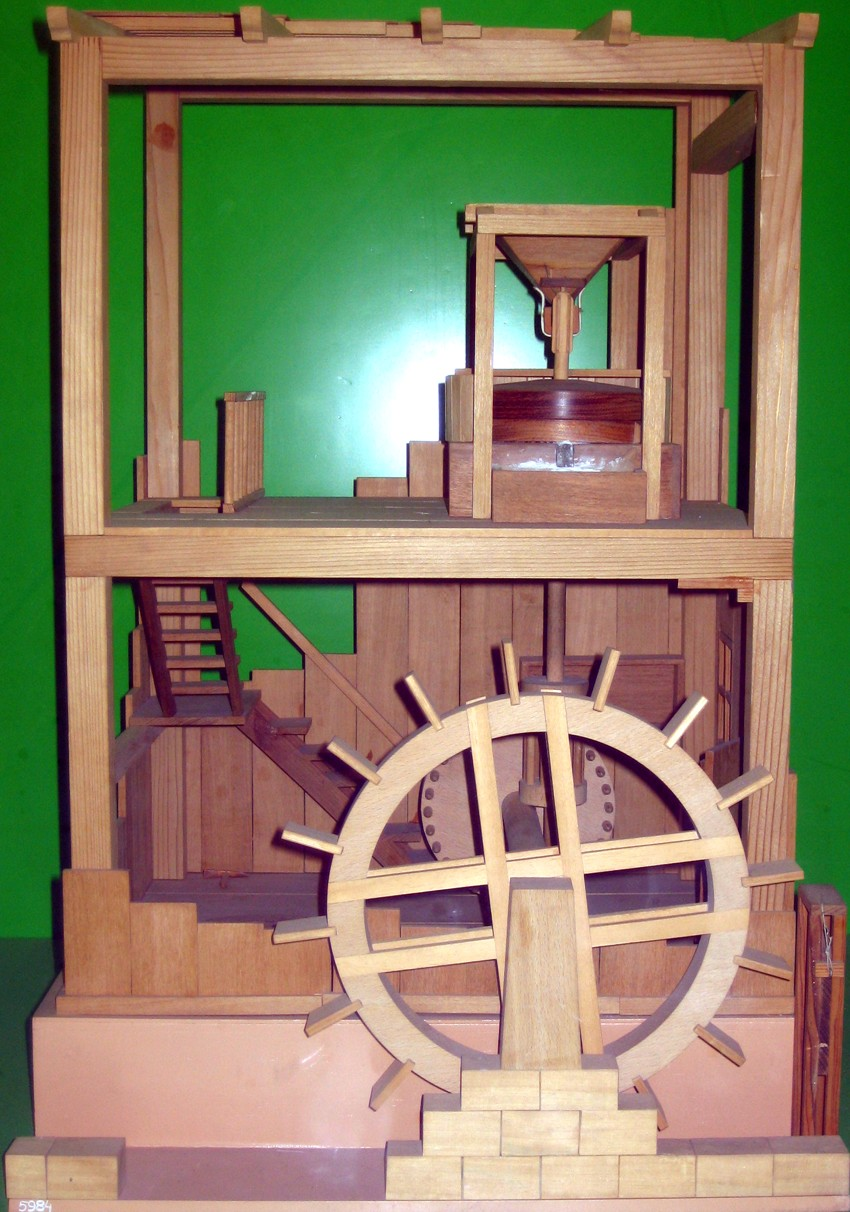
Водяная мельница как первая машина, использующая силы природы (помимо паруса) и занимающая особое место в истории технологий, была изобретена греческими инженерами где-то между III и I веками до н. э. Вот римская мельница, описанная Витрувием.

Древнегреческие технологии развивались в V веке до н. э. до римского периода включительно и позже. Изобретения, которые приписывают древним грекам, включают шестерни, винты, вращающиеся мельницы, методы литья бронзы, водяные часы, водный о́рган, торсионную катапульту, использование пара для управления некоторыми экспериментальными машинами и игрушками, а также диаграмму, чтобы найти простые числа. Многие из этих изобретений произошли в конце греческого периода, часто из-за необходимости улучшить оружие и тактику войны. Однако о мирном использовании свидетельствует их ранняя разработка водяной мельницы — устройства, которое указывало на дальнейшую широкомасштабную эксплуатацию при римлянах. Они развили геодезию и математику до продвинутого уровня, и многие из их технических достижений были опубликованы философами, такими как Архимед и Герон.

## Водные технологии
Некоторые сферы деятельности, которые были охвачены в области водных ресурсов (в основном для городского использования), включали эксплуатацию подземных вод, строительство акведуков для водоснабжения, ливневые и канализационные системы, защита от наводнений и дренаж, строительство и использование фонтанов, бань и других санитарно-очистительных сооружений, и даже использование воды в рекреационных целях. Прекрасные примеры этих технологий включают дренажную систему, найденную на западном побережье Анатолии, которая отличалась необычной каменной водосточной структурой, которая позволяла самоочищаться отводной дренажной системе. Технология, продемонстрировавшая понимание греками важности гигиенических условий для здоровья населения, была частью сложной дренажной системы и сети подземного водоснабжения.

## Горное дело
Греки разработали обширные серебряные рудники в Лаврионе, прибыль от которых способствовала росту Афин как города-государства. Он включал добычу руды в подземных галереях, её промывку и плавку для производства металла. На этом участке до сих пор существуют тщательно продуманные столы для мытья посуды, в которых использовалась дождевая вода, собранная в цистернах и собираемая в зимние месяцы. Горное дело также помогло создать валюту путём преобразования металла в монеты. В греческих рудниках были туннели глубиной до 330 футов (100,584 метров), в которых рабы в работе использовали кирки и железные молотки. Добываемая руда поднималась небольшими скипами, тянущимися на верёвке, которая иногда направлялась колесом, установленным на краю шахты.

## Изобретения
| Технология                     | Дата                        | Описание |  |
| ------------------------------ | --------------------------- | --- |  |
| Архимедов винт                 | около III века до н. э.     | Это устройство, способное поднимать твёрдые или жидкие вещества с более низкой плоскости на большую высоту, традиционно приписывается греческому математику Архимеду из Сиракуз. |  |
| Улицы                          | около 400 года до н. э.     | Пример: Порта Роза (IV—III века до н. э.) была главной улицей Элеи (Италия) и соединяла северный квартал с южным. Ширина улицы 5 метров. Круче всего она наклоняется до 18 %. Она вымощена известняковыми блоками, балками, вырезанными из квадратных блоков, и с одной стороны небольшой жёлоб для отвода дождевой воды. Здание датируется временем реорганизации города в эллинистическую эпоху. (IV—III века до н. э.)                                                                            |  |
| Картография                    | около 600 года до н. э.     | Первое широко распространённое объединение географических карт, разработанное Анаксимандром, хотя, возможно, он был знаком с картографической практикой Ближнего Востока. |  |
| Колея                          | около 600 года до н. э.     | Диолк длиной от 6 до 8,5 км представлял собой рудиментарную форму железной дороги. |  |
| Дифференциальные передачи      | около 100-70 годов до н. э. | Антикитерский механизм со времени крушения антикитерского корабля из римской эпохи использовал дифференциальную передачу для определения угла между эклиптическими положениями Солнца и Луны, и, таким образом, для определения фаз Луны. |  |
| Штангенинструмент              | VI век до н. э.             | Самый ранний экземпляр был найден на затонувшем корабле около острова Джильо недалеко от побережья Италии. Деревянная деталь уже имела одну неподвижную и подвижную челюсти. |  |
| Ферменная крыша                | 550 год до н. э.            | Смотрите Список греко-римских крыш. |  |
| Грузоподъёмный кран            | около 515 года до н. э.     | Устройство для экономии труда, позволяющее использовать небольшие и эффективные рабочие бригады на стройплощадках. Позже были добавлены лебёдки для тяжёлых грузов. |  |
| Спусковой механизм часов       | III век до н. э.            | Описан греческим инженером Филоном Византийским (III век до н. э.) в его техническом трактате «Пневматика» (глава 31) как часть умывальника — автомата для мытья рук. Комментарий Филона о том, что «его конструкция похожа на конструкцию часов», указывает на то, что такие механизмы спуска уже были встроены в древние водяные часы. |  |
| Замок тумблера                 | около V века до н. э.       | Тумблерный замок, как и другие разновидности замков, был представлен в Греции в V веке до н. э. |  |
| Зубчатые колёса                | около V века до н. э.       | Разработаны в далёких доисторических временах для различных практических целей. |  |
| Сантехника                     | около V века до н. э.       | Хотя есть свидетельства оздоровления цивилизации долины Инда, древнегреческая цивилизация Крита, известная как минойская цивилизация, была первой цивилизацией, использовавшей подземные глиняные трубы для канализации и водоснабжения. Раскопки на Олимпе, а также в Афинах выявили обширные водопроводные системы для ванн, фонтанов и личного пользования. |  |
| Винтовая лестница              | 480-470 годы до н. э.       | Самые ранние винтовые лестницы появляются в Храме А в Селинунте (Сицилия) по обе стороны целлы. Храм был построен около 480—470 годов до н. э. |  |
| Градостроительство             | около V века до н. э.       | Милет — один из первых известных городов в мире, в котором жилые и общественные районы были построены в виде сетки. Он добился этого за счёт ряда связанных инноваций в таких областях, как геодезия. |  |
| Лебёдка                        | V век до н. э.              | Самое раннее литературное упоминание лебёдки можно найти в рассказе Геродота Галикарнасского о Греко-персидских войнах («Истории» 7.36), где он описывает, как деревянные лебёдки использовались для натяжения тросов понтонного моста через Геллеспонт в 480 году до н. э. Хотя, возможно, лебёдки использовались ещё раньше в Ассирии. К IV веку до н. э. лебёдочные и шкивные подъёмники считались Аристотелем обычными для архитектурного использования («Механика» 18; 853b10-13).              |  |
| Душевые комнаты                | IV век до н. э.             | На афинской вазе изображена душевая для женщин-спортсменок с проточной водой. Целый комплекс душевых также был обнаружен во II веке до н. э. в гимнасии в Пергаме. |  |
| Теплоснабжение                 | около 350 года до н. э.     | Великий Эфесский храм согревался горячим воздухом, который циркулировал через дымоходы, проложенные на полу. |  |
| Свинцовая оболочка             | около 350 года до н. э.     | Для защиты корпуса корабля от надоедливых тварей смотрите Киренийский корабль. |  |
| Шлюз канала                    | начало III века до н. э.    | Построен в Древнем Суэцком канале при Птолемее II (283—246 годы до н. э.) |  |
| Древний Суэцкий канал          | начало III века до н. э.    | Открыт греческими инженерами при Птолемее II (283—246 годы до н. э.) после более ранних, вероятно, лишь частично успешных попыток. |  |
| Маяк                           | около III века до н. э.     | Согласно легенде Гомера, Паламид из Нафплиона изобрёл первый маяк, хотя они, безусловно, засвидетельствованы Александрийским маяком (спроектированным и построенным Состратом Книдским) и Колоссом Родосским. Тем не менее, Фемистокл ранее установил маяк в гавани Пирея, соединённый с Афинами в V веке до н. э., и это, по сути, небольшая каменная колонна с пожарным маяком. |  |
| Водяное колесо                 | III век до н. э.            | Впервые описано Филоном Византийским (около 280—220 годов до н. э.). |  |
| Будильник                      | III век до н. э.            | Эллинистический инженер и изобретатель Ктесибий (расцвет творчества 285—222 годы до н. э.) снабдил свои клепсидры циферблатом и стрелкой для индикации времени, а также добавлены тщательно продуманные «системы сигнализации, которые могут быть сделаны для того, чтобы бросать камешки в гонг или трубить в трубы (путём опускания колоколов в воду и пропускания сжатого воздуха через тростник) в заранее установленное время» (Витрувий 11.11).                                                |  |
| Одометр                        | около III века до н. э.     | Одометр, устройство, используемое в позднеэллинистическое время и римлянами для указания расстояния, пройденного транспортным средством. Он был изобретен где-то в 3 веке до нашей эры. Некоторые историки приписывают его Архимеду, другие Герону Александрийскому. Это помогло произвести революцию в строительстве дорог и путешествиях по ним, точно измерив расстояние и имея возможность тщательно проиллюстрировать это важной вехой.                                                         |  |
| Цепная передача                | III век до н. э.            | Впервые описанное Филоном Византийским, устройство приводило в действие повторяющийся арбалет, первое известное устройство такого типа. |  |
| Пушка                          | около III века до н. э.     | Ктесибий Александрийский изобрёл примитивную форму пушки, работающей на сжатом воздухе. |  |
| Принцип двойного действия      | III век до н. э.            | Универсальный механический принцип, который был открыт и впервые применён инженером Ктесибием в его поршневом насосе двойного действия, который позже был развит Героном в пожарный рукав (смотрите ниже). |  |
| Рычаги                         | около 260 года до н. э.     | Впервые описаны около 260 года до н. э. древнегреческим математиком Архимедом. Хотя они использовались в доисторические времена, они впервые нашли практическое применение в более развитых технологиях в Древней Греции. |  |
| Водяная мельница               | около 250 года до н. э.     | Использование силы воды было впервые использовано греками: самое раннее упоминание о водяной мельнице в истории встречается в «Пневматике» Филона Византийского, ранее считавшаяся более поздней арабской интерполяцией, но, согласно последним исследованиям, он имеет подлинное греческое происхождение. |  |
| Трёхмачтовый корабль (бизань)  | около 240 года до н. э.     | Впервые зарегистрировано для «Сиракузии», а также других сиракузских (торговых) кораблей при Гиероне II из Сиракуз. |  |
| Карданов подвес                | III век до н. э.            | Изобретатель Филон Византийский (280—220 годы до н. э.) описал восьмиугольный чернильный горшок с отверстием на каждой стороне, которое можно повернуть так, чтобы любая грань была сверху, окуните ручку в чернила, но чернила никогда не выходят из боковых отверстий. Это было сделано путём подвешивания чернильницы в центре, которая была установлена на серии концентрических металлических колец, которые оставались неподвижными независимо от того, в какую сторону поворачивается горшок. |  |
| Сухой док                      | около 200 года до н. э.     | Изобретён в птолемеевском Египте при Птолемее IV Филопаторе (годы правления 221—204 годы до н. э.), как записано Афинеем Навкратийским (V 204c-d). |  |
| Косой парус (Шпринтовый парус) | II век до н. э.             | Шпринтовые паруса, самые ранние носовые и кормовые установки, появились во II веке до н. э. в Эгейском море на небольших греческих кораблях. |  |
| Воздушные и водяные насосы     | около II века до н. э.      | Ктесибий и другие греки Александрии того периода разработали и применили на практике различные воздушные и водяные насосы, которые служили различным целям, таким, как водный орган и к I веку н. э. фонтан Герона. |  |
| Чигирный механизм              | II век до н. э.             | Впервые появился во II веке до н. э. в эллинистическом Египте, где иллюстрированные свидетельства уже показали, что он полностью развился. |  |
| Геодезические инструменты      | около II века до н. э.      | Были обнаружены различные записи, относящиеся к упоминаниям о геодезических инструментах, в основном в александрийских источниках, что очень помогло развитию точности римских акведуков. |  |
| Аналоговые компьютеры          | около 150 года до н. э.     | В 1900—1901 годах в обломках антикитерского корабля был обнаружен антикитерский механизм. Считается, что это устройство было аналоговым компьютером, предназначенным для расчёта астрономических положений и использовавшимся для предсказания лунных и солнечных затмений на основе вавилонских циклов арифметической прогрессии. В то время как антикитерский механизм считается подходящим аналоговым компьютером, астролябия (также изобретённая греками) может считаться предшественницей.      |  |
| Пожарный рукав                 | I век до н. э.              | Изобретён Героном на основе поршневого насоса двойного действия Ктесибия. Допускается более эффективное тушение пожара. |  |
| Торговый автомат               | I век до н. э.              | Первый торговый автомат был описан Героном Александрийским. Его автомат принимал монету, а затем выдавал фиксированное количество святой воды. Когда монета принималась, она падала на поддон, прикреплённый к рычагу. Рычаг открывал клапан, из которого выходила вода. Лоток продолжал наклоняться под весом монеты, пока не упадёт, и в этот момент противовес снова поднимал рычаг и закрывал клапан.                                                                                            |  |
| Флюгер                         | 50 год до н. э.             | Башня Ветров на римской агоре в Афинах изображена на флюгере в форме тритона из бронзы, который держит в вытянутой руке жезл, вращающийся навстречу ветру. Внизу его фриз украшали восемь божеств ветра. В структуре высотой 8 м внутри также были солнечные и водяные часы, датируемые примерно 50 годом до н. э. |  |
| Башня с часами                 | 50 год до н. э.             | Смотрите Высочайшие часовые башни. |  |
| Автоматические двери           | около I века н. э.          | Герон Александрийский, изобретатель 1 века до н. э. из Александрии (Египет), создал схемы автоматических дверей для использования в храме с помощью энергии пара (недоступная ссылка). |  |